# 고바야시 야스타카
고바야시 야스타카(일본어: 小林 康剛, 1980년 6월 15일~)는 일본의 전 축구 선수이다.

## 구단 경력
과거 가시마 앤틀러스, 베갈타 센다이, 가와사키 프론탈레, 미토 홀리호크, 도쿠시마 보르티스, 파지아노 오카야마, 후쿠시마 유나이티드 FC에서 활동하였다.